# Moisés Ascari
Moisés Ascari (Grão-Pará, 19 de setembro de 1941) é um político brasileiro. É pai do deputado estadual José Nei Ascari.

## Carreira
Foi vereador do município de Grão-Pará na 4ª legislatura, de 1970 a 1972.
Foi prefeito de Grão-Pará na 6ª legislatura, de 1983 a 1988.